# Iguana Entertainment
Iguana Entertainment, rinominata in Acclaim Studios Austin dal 1999, fu una software house di sviluppo videogiochi operante dal 1991 al 2004 in Santa Clara (California), Sunnyvale (California), Austin (Texas) e Teesside in Inghilterra. Meglio conosciuta per aver sviluppato i videogiochi Turok, NBA Jam, NFL Quarterback Club, All-Star Baseball e South Park.